# Sicyopus nigriradiatus
Sicyopus nigriradiatus es una especie de pez de la familia de los    Gobiidae en el orden de los Perciformes.

## Morfología
Los machos pueden llegar a alcanzar los 5,6 cm de longitud total.

## Hábitat
Es un pez  de clima tropical y bentopelágico.
Se encuentra en Oceanía: Pohnpei (este de las Islas Carolinas, la Micronesia ).

## Observaciones
Es inofensivo para los humanos.